# Arenaria funiculata
Arenaria funiculata Fior & P.O.Karis  är en ört som ingår i släktet narvar inom familjen nejlikväxter.

## Beskrivning
Arenaria funiculata  är en 8–15 cm hög perenn ört.

### Underarter
- Moehringia intricata ssp. tejedensis (Willk.) J.M.Monts., 1986

## Habitat
Dalgångar i Sierra Nevada i sydöstra Spanien.
Växten finns bara i denna trakt, den är endemisk.
Befintligt bestånd är stabilt, men hotat p.g.a. habitatförlust (2013).

## Biotop
Sandig och stenbunden mark.

## Etymologi
- Släktnamnet Arenaria härleds från latin arena = sand, med syftning på att växten trivs på sandig mark.
- Artepitetet funiculata kommer av latin funiculus = streck, och syftar på — — —
- Artepitet fontqueri i synonymen Moehringia fontqueri är en eponym till heder av Pius Font Quer, föreslagen av — — — .